# دراسة الظواهر
دراسة الظواهر في فيزياء الجسيمات هو جزء من نظرية فيزياء الجسيمات الذي يتعامل مع التطبيقات من الناحية النظرية لتجارب الجسيمات ذات الطاقةالمرتفعة . ويشمل المعيارالنموذجي .
فيزياء الجسيمات يحسب توقعات مفصلة للتجربة بدقة عالية .خلف عناوين المعيار القياسي نتائج تجريبية جديدة

توضح :كيفية البحث عن جسيمات جديدة، كيفية قياس معايير النموذج، وكيف يمكن التمييز بين نموذج وآخر، لنماذج متنافسة.
فيزياء الجسيمات يعدّ الإحساس جسرا يصل التخلخل بين العالم الرياضي الفيزياء النظرية الصحيحة(مثل نظرية الكم ونظرية الزمكان) و وفيزياء الجسيمات التجريبية .

## بعض الأمثلة
- محاكاة نظرية مونتي كارلو ودراسة عمليات التصادم .
- بعد ذلك حسابات نسبة الجسيمات الناتجة وتوزيعها
- استخلاص دالة توزيع بارتون من البيانات
- تطبيق نظرية أثر الكواركات الثقيلة لإستخلاص مصفوفة العناصر CKM
- استخدام نظرية النموذج القياسي لإستخلاص كتلة الكوارك وكذلك عناصر المصفوفة من التجربة
- تحليل الظواهر الفيزيائية المدروسة تجريبيا ونتائج إضافة مجموعة من المعايير القياسية إلى جزء معين من النموذج، عادة تضاف إلى نظام مرتفع الأبعاد، في هذه الحالة مصطلح فيزياء الجسيمات يستخدم كثيرا لفلسفة العلم